# Референдумы в Швейцарии (1931)
Референдумы в Швейцарии проходили 8 февраля, 15 марта и 6 декабря 1931 года. В феврале проходил референдум по федеральной резолюции на петицию о Статье 12 Конституции относительно запрета определённого религиозного ордена. Резолюция была одобрена 70,2% голосов избирателей и большинством кантонов. В марте проходили конституционные референдумы по ревизии Статьи 72 о выборах в Национальный совет Швейцарии и поправок Статей 76, 96 и 105 по срокам парламента. Оба референдума были одобрены. В декабре прошли голосования по федеральныму закону о страховании по старости и потере кормильца и федеральный закон о налоге на табак. Оба закона были отклонены.

## Избирательная система
Конституционные референдумы в феврале и марте являлись обязательными и требовали двойного большинства для одобрения: избирателей и кантонов. Декабрьские референдумы по федеральным законах были факультативными и требовали для одобрения лишь большинство голосов избирателей.

## Результаты

### Петиция о референдуме по Статье 12
| Выбор                                | Общее голосование | Общее голосование | Кантоны | Кантоны | Кантоны |
| Выбор                                | Голосов           | %                 | Полных  | Полу-   | Всего   |
| ------------------------------------ | ----------------- | ----------------- | ------- | ------- | ------- |
| За                                   | 293 845           | 70,2              | 14      | 6       | 17      |
| Против                               | 124 804           | 29,8              | 5       | 0       | 5       |
| Пустых бюллетеней                    | 39 649            | –                 | –       | –       | –       |
| Недействительных бюллетеней          | 2 142             | –                 | –       | –       | –       |
| Всего                                | 460 440           | 100               | 19      | 6       | 22      |
| Зарегистрированных избирателей/ Явка | 1 100,670         | 41,8              | –       | –       | –       |
| Источник: Nohlen & Stöver            |                   |                   |         |         |         |

### Выборы в Национальный совет
| Выбор                                | Общее голосование | Общее голосование | Кантоны | Кантоны | Кантоны |
| Выбор                                | Голосов           | %                 | Полных  | Полу-   | Всего   |
| ------------------------------------ | ----------------- | ----------------- | ------- | ------- | ------- |
| За                                   | 296 053           | 53,9              | 11      | 5       | 13.5    |
| Против                               | 253 382           | 46,1              | 8       | 1       | 8.5     |
| Пустых бюллетеней                    | 38 517            | –                 | –       | –       | –       |
| Недействительных бюллетеней          | 2 490             | –                 | –       | –       | –       |
| Всего                                | 590 442           | 100               | 19      | 6       | 22      |
| Зарегистрированных избирателей/ Явка | 1 104 113         | 53,5              | –       | –       | –       |
| Источник: Nohlen & Stöver            |                   |                   |         |         |         |

### Законодательные сроки
| Выбор                                | Общее голосование | Общее голосование | Кантоны | Кантоны | Кантоны |
| Выбор                                | Голосов           | %                 | Полных  | Полу-   | Всего   |
| ------------------------------------ | ----------------- | ----------------- | ------- | ------- | ------- |
| За                                   | 297 938           | 53,7              | 14      | 4       | 16      |
| Против                               | 256 919           | 46,3              | 5       | 2       | 6       |
| Пустых бюллетеней                    | 33 477            | –                 | –       | –       | –       |
| Недействительных бюллетеней          | 2 108             | –                 | –       | –       | –       |
| Всего                                | 590 442           | 100               | 19      | 6       | 22      |
| Зарегистрированных избирателей/ Явка | 1 104 113         | 53,5              | –       | –       | –       |
| Источник: Nohlen & Stöver            |                   |                   |         |         |         |

### Федеральный закон о страховании
| Выбор                                | Голосов   | %    |
| ------------------------------------ | --------- | ---- |
| За                                   | 338 032   | 39,7 |
| Против                               | 513 512   | 60,3 |
| Пустых бюллетеней                    | 24 846    | –    |
| Недействительных бюллетеней          | 2 673     | –    |
| Всего                                | 879 063   | 100  |
| Зарегистрированных избирателей/ Явка | 1 124 881 | 78,1 |
| Источник: Nohlen & Stöver            |           |      |

### Федеральный закон о налоге на табак
| Выбор                                | Голосов   | %    |
| ------------------------------------ | --------- | ---- |
| За                                   | 423 523   | 49,9 |
| Против                               | 425 449   | 50,1 |
| Пустых бюллетеней                    | 27 498    | –    |
| Недействительных бюллетеней          | 2 593     | –    |
| Всего                                | 879 063   | 100  |
| Зарегистрированных избирателей/ Явка | 1 124 881 | 78,1 |
| Источник: Nohlen & Stöver            |           |      |